# Deutsche Meisterschaft im Straßenrennen 1949
Die Deutsche Meisterschaft im Straßenrennen 1949 wurde in drei einzelnen Rennen mit einer Punktewertung ausgetragen. Es war die 29. Austragung der Deutschen Straßen-Radmeisterschaften für die Berufsfahrer. Sieger wurde Otto Ziege.

## Rennverlauf
Am Start waren die Berufsfahrer mit einer Lizenz des Bundes Deutscher Radfahrer (BDR). Dazu kamen einige Berufsfahrer aus der Ostzone, deren Lizenz vom BDR anerkannt wurde.
Der 1. Lauf war der Preis der Weinstraße am 22. Mai in Landau. Die Distanz betrug 240 Kilometer. Werner Holthöfer gewann vor Günter Pankoke und Otto Ziege.
Der 2. Lauf führte am 12. Juni über 208 Kilometer unter dem Namen Quer durch das bayrische Hochland. Sieger wurde Mathias Pfannenmüller vor Erich Bautz und Otto Ziege. In der Gesamtwertung führten Otto Ziege und Erich Bautz punktgleich.
Der 3. Lauf wurde am 26. Juni auf der Strecke des Rennens Rund um Dortmund über 250 Kilometer ausgetragen. Die beiden punktgleichen Fahrer Ziege und Bautz kamen gemeinsam zum Ziel. Den Sprint gewann Günther Pankoke. Bautz kam auf dem 6. Platz, Ziege auf dem 7. Platz ein, wobei Bautz Ziege im Sprint behindert hatte. Ziege legte Protest ein und der Zieleinlauf wurde zu seinen Gunsten korrigiert. Somit wurde Ziege Gesamtsieger und Deutscher Meister. Bester Fahrer der Ostzone in der Gesamtwertung wurde Werner Richter auf dem 15. Platz.

## Ergebnis
| Platz | Fahrer                 | Ort          | Punkte |
| ----- | ---------------------- | ------------ | ------ |
| 01.   | Otto Ziege             | Berlin       | 65     |
| 02.   | Erich Bautz            | Dortmund     | 63     |
| 03.   | Günther Pankoke        | Bielefeld    | 61     |
| 04.   | Hans Müller            | Schwenningen | 57     |
| 05.   | Matthias Pfannenmüller | Herpersdorf  | 55     |
| 06.   | Werner Holthöfer       | Bielefeld    | 51     |
| 0 …   |                        |              |        |